# غلامعباس زارع میرک‌آباد
غلامعباس زارع میرک‌آباد (متولد ۱۴ خرداد ۱۳۳۱) سیاستمدار ایرانی است.
او پس از انقلاب ۱۳۵۷ مدتی استاندار کرمان، بعد استاندار کرمانشاهان (مهر ۱۳۵۹ تا شهریور ۱۳۶۰) و سپس استاندار اصفهان (شهریور ۱۳۶۰ تا آبان ۱۳۶۰) بود. زارع در آبان ۱۳۶۰ معاون برنامه‌ریزی و خدمات وزیر کشور شد.